# 衣浦臨海鉄道KE65形ディーゼル機関車

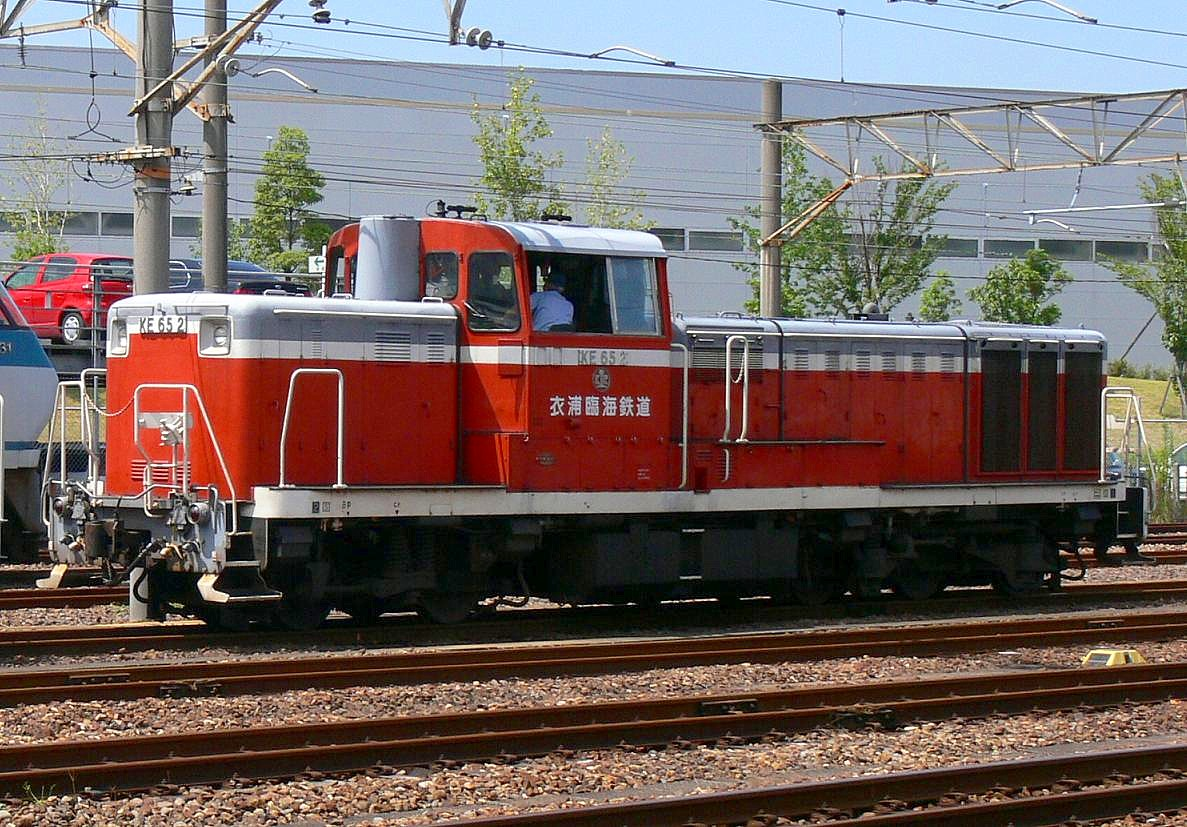
KE65形2号機（2006年8月）

衣浦臨海鉄道KE65形ディーゼル機関車（きぬうらりんかいてつどうKE65がたディーゼルきかんしゃ）は、衣浦臨海鉄道が保有するディーゼル機関車である。

## 概要
愛知県の衣浦港に2つの鉄道路線を持つ衣浦臨海鉄道が保有するディーゼル機関車である。1975年（昭和50年）の同鉄道開業時からの形式で、2012年（平成24年）4月時点で1 - 3号機と5号機（KE65 1 - 3, 5。4号機は欠番）の4両が在籍する。後述のように譲渡車・2代目があるため、計6両が存在する。いずれも日本国有鉄道（国鉄）のDE10形ディーゼル機関車と同タイプの機関車で、衣浦臨海鉄道が直接発注した自社発注車両（1・3号機）と、国鉄で使用されていたものを譲り受けた車両（2・5号機）とに分かれ、細部が異なる。
形式名KE65形の「K」は衣浦(Kinuura)、「E」は動軸の数（5軸）、「65」は自重（運転整備重量）65トンを意味する。

## 略歴
自社発注機はもとは4両存在した。最初の路線である半田線が開通した1975年に1 - 3号機、2番目の路線である碧南線が開通した1977年（昭和52年）に5号機が導入された。4両ともDE10形タイプの機関車で、蒸気発生装置 (SG) 非搭載・出力1350PSのDE10形1500番台と同等のデザインおよび性能で新造された。日本車輌製造（日本車両）製で、落成は1号機が1975年8月、2・3号機が同年9月、5号機が1977年3月である。しかし輸送量低迷により2号機と5号機は1984年（昭和59年）9月に用途廃止となり、樽見鉄道に売却された。
国鉄からの車両が加わるのは1990年（平成2年）のことである。中部電力碧南火力発電所（2019年JERAへ移管）の稼動に伴い、碧南線の碧南市駅と三岐鉄道東藤原駅との間で発電所関連の炭酸カルシウム・フライアッシュ輸送が1991年（平成3年）に開始された。この輸送開始にあわせて衣浦臨海鉄道は日本国有鉄道清算事業団の保留車であったDE10形2両を購入し、2代目の2・5号機とした。2号機となったDE10形563号機は1970年（昭和45年）3月汽車製造製、5号機となったDE10形573号機は1970年2月川崎重工業製で、国鉄分割民営化直前の1987年（昭和62年）2月に廃車となっていた。衣浦臨海鉄道ではそれぞれ1990年9月、同年5月に竣工した。
この増備で再び4両の体制に戻り、現在に至っている。

## 車体・主要機器
車体はDE10形と同様のセミセンターキャブ機であり、運転室を中央に、その前後に長さが前後非対称のボンネットを配置する。最大寸法は、長さ14,150mm、幅2,950mm、高さ3,965mm。自重は65.0トン。
DE10形1500番台と同じ仕様で製造された自社発注機の1・3号機はDML61ZB形エンジンを搭載、定格出力は1350PSである。一方、清算事業団から譲り受けた2・5号機は2機とも元DE10形500番台であり、エンジンはDML61ZA形を搭載、定格出力は1250PSと小さい。
軸配置はAAA-Bで、台車は3軸台車と2軸台車で構成される。3軸台車はエンジンと同様に形式が2つに分かれており、1・3号機はDT141形を、2・5号機はDT132A形を装備する。
自動列車停止装置 (ATS) はATS-PFが設置されており、JR東海のATS-PT導入区間をそのまま走行可能である。

## 運用
KE65形は衣浦臨海鉄道の自社線である半田線・碧南線のほか、両線が接続するJR武豊線でも貨物列車の牽引を担当する。このため、武豊線の起点大府駅まで乗り入れている。また、1日に1本運行している大府駅から碧南線碧南市駅への列車は、KE65形が重連で牽引している。

## 検査
衣浦臨海鉄道では機関車の検査のうち、全般検査をJRに委託している。施工工場は一定しておらず、東日本旅客鉄道（JR東日本）の秋田総合車両センター、西日本旅客鉄道（JR西日本）の後藤総合車両所、九州旅客鉄道（JR九州）の小倉工場、日本貨物鉄道（JR貨物）の広島車両所や大宮車両所への入場歴がある。工場への入出場時には甲種鉄道車両輸送が行われる。

## 譲渡車両

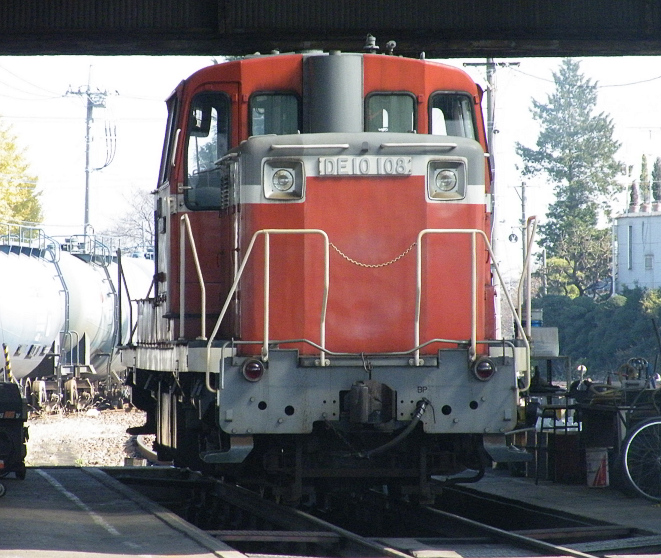
ジェイアール貨物・北関東ロジスティクスのDE10 108となった初代5号機（2008年11月）

1984年9月に用途廃止となり樽見鉄道に売却された初代の2・5号機の2両は、樽見鉄道のTDE10形となった（それぞれTDE102・TDE103）。
TDE103については1992年（平成4年）7月に樽見鉄道において用途廃止となり、高崎運輸（現社名：ジェイアール貨物・北関東ロジスティクス）へと売却された。同社ではDE10 108とされ、同社がJR貨物から受託する倉賀野駅（群馬県）構内の入換作業で使用されている。
樽見鉄道に残ったTDE102は2006年（平成18年）3月に、樽見線におけるセメント輸送が廃止されたため廃車となった。